# Orde van Mendi
De Orde van Mendi is een moderne Zuid-Afrikaanse onderscheiding voor dapperheid. Sinds 2002 vervangt deze orde het Woltemade Kruis voor dapperheid.
In eerste instantie was dit geen orde maar een decoratie, de "Decoratie van Mendi". In 2004 werd het een ridderorde.
De orde verving de oude onderscheiding voor dapperheid, Het Woltemade Kruis. De orde wordt aan militairen en burgers verleend die met gevaar voor eigen leven anderen, of hun bezit, wisten te redden.
In de statuten van deze ridderorde worden begrippen als "Ridder" en "Grootkruis" vermeden omdat ze te Europees aandoen. De orde heeft ook niet de gebruikelijke indeling in vijf graden zoals die in het internationale diplomatieke verkeer gebruikelijk zijn.
• Goud (Engels:Gold). De dragers dragen naar Brits voorbeeld de letters OMBG achter hun naam. De graad wordt toegekend voor opvallende dapperheid.
• Zilver (Engels:Silver). De dragers dragen naar Brits voorbeeld de letters OMBS achter hun naam. Toegekend voor bijzondere dapperheid.
• Brons (Engels:Bronze) De dragers dragen naar Brits voorbeeld de letters OMBB achter hun naam. Toegekend voor dapperheid.
Het kleinood of versiersel is een ovaal Afrikaans schild met daarop een kraanvogel die boven het troepentransportschip de Mendi vliegt. Het kleinood is met een kleine smaragd versierd. Op de rand zijn pootafdrukken van leeuwen afgebeeld. Men draagt de versierselen van de hoogste graad aan een lint om de hals. De lagere graden worden aan een lint op de borst gedragen.

## Onderscheiden personen
De Orde van Mendi wordt spaarzaam toegekend. Dit zijn de tussen 2003 en 2011 onderscheiden personen. 
- De "Matola Raid Martyrs" (1981) ontvingen de onderscheiding in goud op 27 april 2011

- Sarah Gertrude Mary Christina Holland (Postuum) (1952 - 2010) ontving de onderscheiding in zilver op 27 april 2011

- Raymond Basil van Staden (Postuum) (1961 - 2010) ontving de onderscheiding in brons op 27 april 2011

- Donald Thumamina Mboto (Postuum) (1987 - 2010) ontving de onderscheiding in brons op 27 april 2011

- Makhosi “Tholi” Nyoka (1957– 1988 ) ontving de onderscheiding in goud op 27 April 2010

- Harry Themba Gwala (1920– 1995 ) ontving de onderscheiding in goud op 27 april 2010

- Phila Portia Ndwandwe (– ) ontving de onderscheiding in zilver op 27 april 2010

- Kgosi Galeshewe (Postuum) (1840– 1924 ) ontving de onderscheiding in goud op 27 april 2010

- De G5 Unit (– ) ontving de onderscheiding in goud op 27 april 2010

- Benson Tsele (Postuum) (1932– 1968 ) ontving de onderscheiding in goud op 27 september 2007

- William Mfulwane (Postuum) (1958– 2004) ontving de onderscheiding in zilver op 21 september 2007

- Het Luthuli Detachment (– ) ontving de onderscheiding in goud op 21 september 2007

- Elizabeth Komikie Gumede (1921– ) ontving de onderscheiding in brons op 27 september 2006

- Christian Ashley-Botha (1944– ) ontving de onderscheiding in brons op 27 september 2006

- Nkosi Bhambatha ka Mancinza Zondi (Postuum) (1866– 1906) ontving de onderscheiding in goud op 27 september 2006

- George Phela (Postuum) (1971– 1995) ontving de onderscheiding in zilver op 27 september 2006

- Marcel Christian van Rossum (1966– ) ontving de onderscheiding in brons op 27 september 2006

- Boy Adolphus Mvemve (Postuum) (1931– 1974) ontving de onderscheiding in brons op 27 september 2006

- Simon John Mthombeni (1953– ) ontving de onderscheiding in brons op 27 september 2005

- Grant Nigel Kirkland (1975– ) ontving de onderscheiding in zilver op 27 september 2005

- Solomon Kalushi Mahlangu (Postuum) (1956– 1979) ontving de onderscheiding in goud op 27 september 2005

- Etienne Gunter (1976– ) ontving de onderscheiding in brons op 29 december 2004

- Jimmy Booysen (1969– ) ontving de onderscheiding in zilver op 29 december 2004

- Richard Barney Molokoane (Postuum) (1957– 1985) ontving de onderscheiding in goud op 29 december 2004

- Sam Nkomo (1974– ) ontving de onderscheiding in zilver op 2 december 2003

- Leonard Slabbert (1953– ) ontving de onderscheiding in zilver op 2 december 2003

- Petros Linda Jabane (Postuum) (1958– 1980) ontving de onderscheiding in goud op 2 december 2003